# Wilko Jäger
Wilko Jäger (* 19. Juli 1939 in Bremen; † 12. Dezember 2023 in Schwanewede) war ein deutscher Lehrer und Schulleiter sowie Heimatkundler, Autor und Fotograf.

## Biografie
Wilko Jäger wuchs im nördlichen Bremer Ort Lesum als Sohn eines Fischhändlers auf mit zwei älteren und einer jüngeren Schwester sowie dem jüngeren Bruder Claus (* 1943), Bremer Bürgermeister (1991 bis 1993) und Senator (1991 bis 1995). Wilko Jäger  besuchte die Gerhard-Rohlfs-Schule. Nach seiner Ausbildung als Schullehrer ging er in den Schuldienst und unterrichtete zunächst ab 1961 als Lehrer in Bremen-Farge.
1967 wurde Jäger in der damals selbstständigen Gemeinde Meyenburg (seit 1975 Schwanewede) Schulleiter der dortigen Grundschule. Er zog mit seiner Familie nach Meyenburg. Er begleitete die Schulentwicklung in Meyenburg von der Dorfschule „mit zwei Jahrgängen in einem Raum bis zur modernen einzügigen Grundschule“ und setzte sich für die Erweiterung des Schulgebäudes mit Sporthalle und Aula ein. 2004 ging er in den Ruhestand.
Neben seinem Schuldienst bemühte Jäger sich ehrenamtlich um den Erhalt und die Sanierung der Meyenburger Wassermühle, rief einen Arbeitskreis zur Dorfverschönerung und Heimatpflege ins Leben, schrieb eine Dorfchronik und setzte sich vielfältig für die Bildungs- und Kulturarbeit in seiner Wahlheimat ein. Als Heimatkundler beschäftigte er sich mit der regionalen Geschichte sowie als Fotograf mit der Landschaftsfotografie. So hielt er zahlreiche Dia-Vorträge über die norddeutsche Landschaft und seine vielen Reisen „nach Nah und Fern“, gab Fotokalender heraus, hatte Fotoausstellungen und veröffentlichte mehrere Bücher, insbesondere zu heimatkundlichen Themen sowie Bildbände. Er engagierte sich bei der Regional- und Kulturzeitschrift Heimat-Rundblick, die seit 1987 vierteljährlich erscheint und in der regionale Themen aus Geschichte, Kultur und Natur publiziert werden. Er gehörte dem Redaktionsteam an und schrieb zudem selbst zahlreiche Artikel und bebilderte die Zeitschrift mit zahlreichen Fotografien.
Darüber hinaus betätigte Jäger sich künstlerisch. Nachdem er bereits als Kind sowie Ende der 1970er-Jahre/Anfang der 1980er-Jahre gemalt hatte, beschäftigte er sich seit etwa 2008 wieder mit der Malerei. Die Motive für seine Ölgemälde fand er vor allem in seiner heimatlichen Region. Ausgestellt wurden seine Gemälde, teils ergänzt mit seinen Fotografien, in der Stadtbibliothek in Lesum, im Schloss Schönebeck, in der Begegnungsstätte Schwanewede und im Kreishaus in Osterholz-Scharmbeck.
Jäger war verheiratet und lebte mit seiner Frau im niedersächsischen Schwanewede-Meyenburg. Aus der Ehe gingen mehrere Kinder hervor. Jäger starb am 12. Dezember 2023 im Alter von 84 Jahren.

## Mitgliedschaften und Ehrenämter

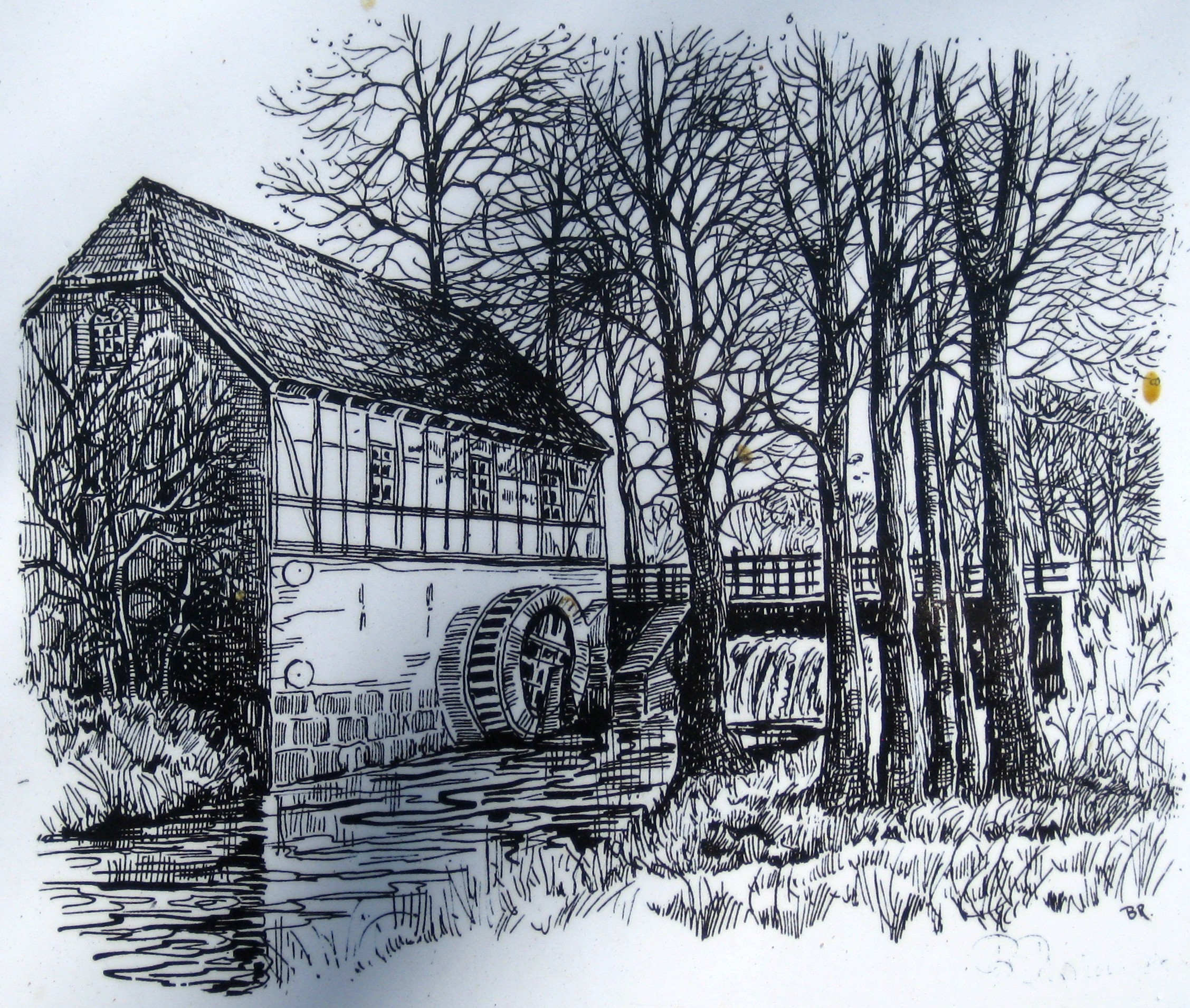
Meyenburger Wassermühle

- Jäger war Mitglied des Arbeitskreises für Dorfverschönerung und Heimatpflege Meyenburg e. V. und seit der von ihm initiierten Gründung 1968 dessen Vorsitzender. Der Arbeitskreis betreut neben zahlreichen anderen Projekten auch die historische Meyenburger Wassermühle, für deren Erhalt und Sanierung er sich maßgeblich einsetzte und die heute u. a. für kleine Ausstellungen und Veranstaltungen genutzt wird.[5][6]
- Von 1974 bis 1986 war er ehrenamtlicher Ortsbürgermeister in Meyenburg.[6]

## Auszeichnungen und Ehrungen
- 2004: Verdienstkreuz am Bande des Niedersächsischen Verdienstordens[4]

## Veröffentlichungen (Auswahl)
als Autor
- Vom Moorweib und den Weserriesen. Sagen und alte Geschichten aus dem Lande zwischen Teufelsmoor und Weserstrom. Verlag M. Simmering, Lilienthal 2005, ISBN 3-927723-92-4.
- Durch Geest und Marsch zur Weser. Die Gemeinde Schwanewede und ihre Ortschaften. Hrsg.: Volksbank Schwanewede und Gemeinde Schwanewede, Verlag H. Saade, Osterholz-Scharmbeck 2002.
- Unter Reetdächern und alten Bäumen. Ein Meyenburger Lesebuch. Hrsg.: Arbeitskreis für Dorfverschönerung und Heimatpflege Meyenburg e. V., Verlag M. Simmering, Lilienthal 2002.
- Zu Hause zwischen Geest und Strom. Bilder und Geschichten aus den 12 Ortschaften unserer Gemeinde Schwanewede. Verlag M. Simmering, Lilienthal 1998, ISBN 3-927723-39-8.
- Wo einst Lesmonas Grafen herrschten. Verlag M. Simmering, Lilienthal 1997, ISBN 3-927723-32-0.

als Herausgeber
- Die Gemeinde Schwanewede in alten Ansichten. Zusammengestellt von Wilko Jäger. 2. Auflage. Europäische Bibliothek, Zaltbommel (Niederlande) 1985, ISBN 90-288-3088-X.

als Fotograf
- Heimat zwischen Moor und Strom. Fotos von Wilko Jäger. Verlag M. Simmering, Lilienthal 2008, ISBN 978-3-927723-69-6 (Bildband).
- Wolken, Wasser, weites Land. Bildimpressionen von Hamme und Wümme. Verlag M. Simmering, Lilienthal 1998 (Kalender).